# Synedoida nichollae
Synedoida nichollae är en fjärilsart som beskrevs av George Francis Hampson 1926. Synedoida nichollae ingår i släktet Synedoida och familjen nattflyn. Inga underarter finns listade i Catalogue of Life.